# Френсдорф, Уэсли
Уэсли Френсдорф (англ. Wesley Frensdorff; 22 июля 1926, Ганновер, Веймарская республика — 17 мая 1988, Большой каньон, США) — иерарх Епископальной церкви, епископ Невады с 1972 по 1985 год.

## Биография
Родился 22 июля 1926 года в Ганновере в семье Рудольфа Августа Френсдорфа и Эрмы Маргарет Аш. Подростком, в 1940 году переехал в США, где окончил среднюю школу в Элмхёрсте, в штате Нью-Йорк. В 1948 году окончил Колумбийский университет со степенью бакалавра искусств. В 1951 году — Общую теологическую семинарию со степенью бакалавра священного богословия.
Рукоположен в сан дьякона 31 марта 1951 года и в сан священника 3 ноября 1951 года. С 1951 по 1954 год служил викарием в епископальных приходах Невады: церкви Святой Марии в Уиннемакке, церкви Святого Андрея в Батл-Маунтин и церкви Святой Анны в Макдермитте. Позднее получил место настоятеля церкви Святого Павла в Элко. В 1959 году стал настоятелем церкви Святого Варнавы и Святого Луки в Уэлсе, а также церкви Святого Мартина в Аппер-Скэгит-Вэлли и общины в Ньюхалеме; последняя находилась в штате Вашингтон. Все должности он занимал до 1962 года, когда стал настоятелем собора Святого Марка в Солт-Лейк-Сити. Здесь Френсдорф прослужил до 1972 года. С 1959 по 1964 год он также был директором образовательной программы северных и западных приходов Епископальной церкви.
24 сентября 1971 года Френсдорф был избран епископом Невады, первым епископом после учреждения епархии в 1971 году. Он был рукоположен 4 марта 1972 года примасом Епископальной церкви Джоном Хайнсом. В 1985 году его перевели вспомогательным епископом в Аризону. С 1983 по 1985 год он также служил временным епископом региональной миссии Навахоленда.
Френсдорф погиб в авиакатастрофе над северным краем Большого каньона 17 мая 1988 года.
В 1953 году Френсдорф женился на Долорес Стокер, в браке с которой у него родились пятеро детей.